# Хамакадзэ (эсминец, 1941)
Хамакадзэ (яп. 浜風 береговой ветер) — японский эсминец типа «Кагэро». В военно-исторической литературе распространено написание Хамакадзе. Тринадцатый по счёту из 19 эсминцев типа «Кагэро», построенных в 1937—1941 годах на японских верфях для Императорского флота Японии в рамках «Третьей программы расширения военно-морских вооружений» (Maru San Keikaku).

## Предыстория
Эскадренные миноносцы типа «Кагеро» были внешне практически идентичны эсминцам типа «Асасио», но с улучшениями, сделанными японскими конструкторами. Они были разработаны, чтобы сопровождать японские главные силы и отражать нападения ВМС США в дневное и ночное время по мере продвижения через Тихий океан, в соответствии с японскими военно-морскими стратегическими прогнозами. Несмотря на то что эсминцы типа «Кагеро» относились к одним из самых мощных кораблей своего класса в мире в момент их завершения, только один из 19 построенных выжил во время войны на Тихом океане.

## История
Заложен в 1939 года на верфи «Fujinagata» (Осака), спущен 25 ноября 1940 года, вошёл в строй 30 июня 1941 года.
Во время нападения на Пёрл-Харбор, «Хамакадзэ» был включён в 17-й дивизион эсминцев 1-го флота. Сопровождал ударные силы адмирала Нагумо. По окончании операции прибыл на базу Куре.
В январе 1942 года эскортировал японские авианосцы из Японии до островов Трук, позднее сопровождал их во время нанесения ударов по Рабаулу и Кавиенгу. 27 января вернулся в Трук. В начале феврале «Исокадзэ» участвовал в погоне за авианосцами США, после которой отправился в Палау. 19 февраля сопровождал авианосцы во время бомбардировки Дарвина, 25 февраля принял участие в операциях к югу от Явы. 5 марта «Исокадзэ» сопровождал авианосцы, наносящие воздушные удары по Чилачапу (Ява). 7 марта эскортировал линейные крейсера «Конго» и «Харуна» во время бомбардировки острова Рождества. В конце марта был назначен сопровождать авианосцы к готовящемуся рейду в Индийский океан. В апреле участвовал в нанесении воздушных ударов по Коломбо и Тринкомали. 10 апреля 17-й дивизион эсминцев включён в 10-ю эскадру эсминцев 1-го воздушного флота. 27 апреля прибыл в арсенал Куре для ремонта.
4—5 июня «Хамакадзэ» принял участие в битве за Мидуэй, сопровождая ударные силы адмирала Нагумо. Участвовал в спасении членов экипажа потопленного авианосца «Сорю». 14 июля 10-я эскадра эсминцев была передана в состав 3-го флота. В конце августа—начале сентября участвовал в битве за залив Милн на южном побережье острова Новая Гвинея. 16—18 сентября принял участие в битве за Гуадалканал. В октябре патрулировал из Трука к северу от Соломоновых островов. 26 октября участвовал в битве у островов Санта-Крус, сопровождая передовые силы адмирала Нагумо. 2—7 ноября эскортировал авианосец «Дзуйхо» и крейсер «Кумано» из Трука в Японию, затем оставшись там для ремонта.
В декабре сопровождал крейсера «Мёко» и «Хагуро» во время транспортировки войск из Йокосуки через Трук в Рабаул, а затем вместе с «Агано» и «Исокадзэ» эскортировал «Дзюнъё» для прикрытия конвои войсковых конвоев из Трука в Вевак и Маданг.
15 января 1943 года, сопровождая войсковые транспорты на Гуадалканал, получил незначительные повреждения во время воздушных атак противника, вынудившие «Хамакадзэ» отправиться для ремонта в Рабаул. В начале февраля участвовал в эвакуации японских войск с Гуадалканала. 8 февраля, эвакуируя войска с островов Рассела, «Хамакадзэ» в результате воздушной атаки американских сил получил повреждения средней тяжести: бомба попала в переднюю орудийную башню. 9 февраля прибыл в Рабаул для ремонта, а затем ремонтировался на Труке. В марте вместе с «Майкадзэ» отбуксировал повреждённый «Митисио» из Трука в Татеяму; затем отправился в Куре для ремонта.
5 июля сопровождал войсковые транспорты к Коломбангаре. 6 июля во время битвы в заливе Кула участвовал в высадке десанта. Позднее принял участие в битве близ острова Коломбангара. Вместе с эсминцами «Юкикадзэ», «Кияонами» и «Югурэ» потопил американский эсминец USS Gwin и повредил лёгкие крейсера «Гонолулу» и «Сент-Луис». В ночь с 17 на 18 августа сражался у острова Велья-Лавелья близ местечка Хораниу. Позднее принял участие в эвакуации войск в заливе Реката. Получил повреждения средней тяжести: в результате прямого попадания бомбы на полубак погибло 36 членов экипажа.
В феврале 1944 года эскортировал корабли из Трука в Палау; затем из Палау в Лингу. Весной сопровождал конвой из Линги через Палау в Давао, а оттуда через Таракан и Баликпапан в Сайпан. С 25 мая по 14 июня находился в Давао, занимаясь патрулированием окрестностей и сопровождением кораблей.
19—20 июня участвовал в битве в Филиппинском море. Помог эсминцу «Сигурэ» спасти оставшихся в живых членов экипажа тропедированного американцами авианосца «Хиё». 23—25 октября был участником битвы в заливе Лейте, сопровождая 1-й флот адмирала Куриты. 24 октября в результате воздушных атак противника получил незначительные повреждения. Помог эсминцу «Кияонами» спасти оставшихся в живых после гибели линкора «Мусаси», отправившись затем в Манилу.
9—12 ноября эскортировал из Брунея в море Сулу корабли для войсковых транспортных операций в Лейте. 15 ноября 17-й дивизион эсминцев был передан в состав 2-го флота. 16—24 ноября сопровождал линкоры «Ямато» и «Нагато», а также линейный крейсер «Конго» из Брунея в Куре. 21 ноября спас 146 выживших членов экипажа «Конго», торпедированного американской подводной лодкой USS Sealion. 28—29 ноября сопровождал авианосец «Синано» из Йокосуки в направлении Внутреннего моря на военно-морскую базу Куре, а затем помогал спасать оставшихся в живых после того как его торпедировали.
31 декабря 1944—25 января 1945 года сопровождал авианосец «Рюхо» и Конвой HI-87 из Китакюсю на Тайвань. 8 января получил повреждение средней тяжести столкнувшись с патрульным катером Kaihō Maru в Синьчжу. Был отправлен в Магун для аварийного ремонта, а затем вернулся в Куре.
В феврале-марте 1945 года проходил обучение во Внутреннем море. 6—7 апреля сопровождал линкор «Ямато» в его последнем походе из Внутреннего моря к Окинаве. 7 апреля в результате атак американской авиации получил серьёзные повреждения. Затонул в 150 милях к юго-западу от Нагасаки в точке 30°47′ с. ш. 128°08′ в. д.. Погибло 100 членов экипажа и 45 были ранены; выжившие 257 человек, включая командира эсминца Маэкаву, были спасены эсминцем «Хацусимо». Удалён из списков флота 10 июня 1945 года.